# Olof Krans
Olof Krans, född 2 november 1838 i Sälja i Nora socken, död 4 januari 1916, var en svensk-amerikansk folkmålare. Han var självlärd, och målade i naiv stil.

## Biografi
Krans utvandrade till USA 1850 och var medlem av den svenska Bishop Hill-kolonin till 1861. Under denna tid lärde han sig smedsyrket.
Han ingick i kompani D i Illinois 57:e volontärregemente 1861, men fick avsked året därpå på grund av sjukdom. Efter hemkomsten lärde han sig målaryrket i Galesburg, och 1867 flyttade han till Galva, där han startade en rörelse.

## Familj
Krans var gift med Kristina Aspeqvist från Blomsfors bruk i Östergötland. Paret hade tre barn.

## Museum
I Tärnsjös gamla stationshus ligger Olof Krans-museet, där bilder av målaren ställs ut.